# Médaille Victoria
Ne doit pas être confondu avec médaille Victoria de l'honneur.
La médaille Victoria est un prix remis par la Royal Geographical Society depuis 1902.

## Histoire
La médaille Victoria est décernée pour un travail de recherche exceptionnel dans le champ de la géographie. Le prix est décerné depuis 1902, il est ainsi nommé en l'honneur de la reine Victoria. La médaille reprend le même dessin que la médaille d'or de la RGS.

## Révérences
- (en) Cet article est partiellement ou en totalité issu de l’article de Wikipédia en anglais intitulé « Victoria Medal (geography) » (voir la liste des auteurs).

1. 1 2  Year-Book and Record. 1914, London, The Royal Geographical Society, 1914 (lire en ligne)